# JC Chasez
Joshua Scott Chasez (Bowie, Maryland; 8 de agosto de 1976), más conocido como JC Chasez, es un cantante, bailarín, compositor, productor, y actor ocasional estadounidense. Es conocido por ser parte del grupo pop *NSYNC y ser uno de los vocalistas líderes junto con Justin Timberlake. En 2004 publicó un álbum en solitario, Schizophrenic, y ha pasado a escribir y producir la música para cantantes y grupos como Girls Aloud, Basement Jaxx, y Backstreet Boys. Luego pasó a ser un juez para el programa de MTV, America's Best Dance Crew.

## Biografía

### The Mickey Mouse Club
En 1989, la madre adoptiva de JC, Karen Chasez leyó un artículo en The Washington Post donde se anunciaban audiciones para The Mickey Mouse Club de Disney y alentó a JC para intentarlo, Karen le dio la opción a JC de ir a la escuela o de ir a la audición y escogió la audición. Rápidamente, Chasez se convirtió en un miembro del elenco de la cuarta temporada del programa hasta su cancelación en 1994. Fue en su tiempo como un mosquetero de Disney cuando Chasez se hizo amigo de su futuro compañero de grupo, Justin Timberlake, y de otros futuros cantantes.

### *NSYNC
En 1995, JC Chasez fue invitado por el representante Lou Pearlman y su amigo Justin Timberlake para formar parte del grupo *NSYNC. El grupo consiguió una disquera en Europa donde tuvieron el éxito que hizo que las disqueras de Estados Unidos se fijaran en ellos. *NSYNC consiguió un contrato con RCA/BMG y lanzaron su primer álbum de estudio homónimo. En 1999, el grupo se separó de su disquera y firmaron con Jive, disquera con la cual lanzaron su segundo álbum de estudio, No Strings Attached, el cual vendió 2.4 millones de copias en su primera semana de liberación en tiendas y finalmente más de 15 millones en todo el mundo. En el 2001, *NSYNC lanzó su tercer álbum de estudio, Celebrity, del cual se vendieron más de 10 millones de copias mundialmente. Después de que finalizara la gira Celebrity Tour para promocionar su tercer álbum de estudio en 2002, Justin Timberlake anunció que empezaría una carrera como solista, lo que obligó a JC y a los otros 3 miembros del grupo a seguir en carreras individuales. El grupo lanzó su álbum de grandes éxitos en el 2005. *NSYNC vendió más de 56 millones de copias en todo el mundo y generaron cientos de millones de dólares en giras y ventas de mercancía. JC Chasez coescribió junto con Justin la canción "Merry Christmas, Happy Holidays" para su álbum de Navidad de 1998, además de varias otras canciones de los álbumes No Strings Attached y Celebrity. Chasez empezó a producir canciones en 1999, para el álbum del grupo No Strings Attached y también lo hizo con Celebrity.
En 2013, la banda se reunió para una breve presentación en los MTV Video Music Awars con motivo del homenaje a la carrera de Justin Timberlake.
El 30 de abril de 2018, *NSYNC se reunió para recibir su estrella en el paseo de la fama de Hollywood. Esa misma noche, *NSYNC hizo una aparición sorpresa en el programa The Ellen DeGeneres Show, donde participaron en un juego de preguntas. JC Chasez afirmó en la venta de mercancía oficial del grupo en Los Ángeles, The Dirty Pop-Up, que ciertamente no hay planes de momento para una gira.

### Carrera solista y después de *NSYNC
A mediados de 2002, Chasez colaboró con su amigo, el productor discográfico Rob Boldt, escribiendo la canción "Blowin' Me Up (With Her Love) para la banda sonora de la película "Drumline". Después de esto, JC decidió empezar a grabar su primer álbum como solista. Finalmente, JC terminó su álbum, titulado "Schizophrenic" (bajo la dirección y coordinación de Jive Records) y este salió a la venta el 24 de febrero de 2004 llegando a la posición #17 en las listas del Billboard 200 y a la #46 en las listas del UK Albums Chart. El álbum contó con los sencillos "Blowin' Me Up", "Some Girls (Dance With Women)", "All Day Long I Dream About Sex" & "Build My World" y no tuvo mucho éxito comercialmente pero recibió críticas positivas. Schizophrenic vendió aproximadamente 170,000 copias en los Estados Unidos. La presentación de Chasez en el Pro Bowl fue cancelada por la NFL debido al incidente de su antiguo compañero de grupo Justin Timberlake y Janet Jackson en el Super Bowl XXXVIII. JC viajó con Britney Spears en su gira Onyx Hotel Tour para ayudar a promover su álbum Schizophrenic durante la primavera de 2004.
En 2005, Chasez empezó a trabajar en su segundo álbum, que sería titulado "Kate". El álbum iba a ser puesto en venta a finales de 2007 pero no fue así ya que el primer sencillo del álbum, llamado "Until Yesterday" fue puesto en las estaciones de radio en otoño de 2006 pero falló en atraer atención y finalmente, Jive Records decidió no liberar el álbum. Ante esto, JC Chasez abandonó la disquera. JC declaró que su antiguo compañero de *NSYNC, Justin Timberlake había trabajado en algunas canciones del álbum, y ha estado en negociaciones con otras disqueras para poder sacar el álbum a la venta. Ahora Chasez se dedica a producir y componer canciones para otros artistas. 
En 2007, JC trabajó produjo y compuso para el álbum titulado "Unbreakable" de los Backstreet Boys (alguna vez rivales de su grupo), la canción Treat Me Right. También fue un juez para el programa de MTV, America's Best Dance Crew.
En septiembre de 2010, se anunció que la estrella de Glee Matthew Morrison colaboró con JC Chasez en una canción de su próximo álbum que salió a la venta el siguiente año.
En 2014, Chasez colaboró con Smokey Robinson junto a Aloe Blacc & Miguel en la canción "My Girl" del álbum "Smokey & Friends" lanzado en agosto de ese mismo año.
En 2015, Chasez colaboró con la banda de rock, Blues Traveler en su álbum Blow Up the Moon y en el video musical de la canción "Blow Up the Moon".
En 2016, Chasez protagonizó la película Opening Night, en la que interpretó una versión dramatizada de sí mismo. La película tuvo su estreno mundial en el Festival de Cine de Los Ángeles el 3 de junio de 2016. Posteriormente se estrenó el 2 de junio de 2017.
En 2019, se reunión con 3 de sus compañeros de *NSYNC para acompañar a Ariana Grande en el nueva edición del Coachella, en donde interpretaron “it makes me ill” y “Tearin up my heart”.
En 2023, se volvió a juntar con sus compañeros de *NSYNC para anunciar que serían parte de la Banda Sonora de “Trolls, Band Together” con la canción “Better Place”, compuesta por Justin Timberlake.
En 2024, nuevamente se reúne con *NSYNC para grabar “Paradise”, canción que viene incluida en el nuevo disco de Justin Timberlake y con la cual se marca el regreso de la recordada Boyband. Este mismo año, sorprende a sus fans anunciando que junto al productor teatral JImmy Harry, lanzarán un disco titulado “Playing with fire”, en el cual vendrá toda las canciones que incluirá el musical que lleva el mismo nombre, canciones compuestas y varias cantadas por JC, lo cual marca su regreso a la música luego de 20 años.

## Álbumes
| Año  | Álbum | Máxima posición alcanzada | Máxima posición alcanzada | Máxima posición alcanzada | Certificaciones                                                                     |
| Año  | Álbum | US                        | CAN                       | UK                        | Certificaciones                                                                     |
| ---- | --- | ------------------------- | ------------------------- | ------------------------- | ----------------------------------------------------------------------------------- |
| 2004 | Schizophrenic - 1.er álbum de estudio - Lanzado: 24 de febrero de 2004 - Disquera: Jive Records            | 17                        | —                         | 46                        | - Ventas mundiales: 200,000+ - Ventas en EUA: N/A (170,000) - Ventas en Canadá: N/A |
| TBA  | The Story of Kate (cancelado) - 2.º álbum de estudio - Lanzado: TBA - Disquera: N/A                        | —                         | —                         | —                         | - Ventas mundiales: — - Ventas en EUA: — - Ventas en Canadá: —                      |
| 2024 | Playing with fire - 3.º álbum de estudio - Lanzado: 25 de octubre de 2024 - Disquera: Center Stage Récords | —                         | —                         | —                         | - Ventas mundiales: — - Ventas en EUA: — - Ventas en Canadá: —                      |

## Sencillos
| 2000                                                                    | "Bring It All To Me" (con Blaque) | 4  | 15 | -   | 9  | -  | 53 | 16 | -  | -  | Blaque        |
| 2003                                                                    | "Blowin' Me Up (With Her Love)"   | 35 | 14 | 13  | 24 | -  | -  | -  | 20 | -  | Schizophrenic |
| 2004                                                                    | "Some Girls (Dance with Women)"   | 88 | 30 | 13  | -  | -  | -  | -  | 20 | -  | Schizophrenic |
| 2004                                                                    | "All Day Long I Dream About Sex"  | -  | -  | 167 | -  | 25 | -  | 32 | -  | 44 | Schizophrenic |
| 2006                                                                    | "Until Yesterday"                 | -  | -  | -   | -  | -  | -  | -  | -  | -  | Kate          |
| 2007                                                                    | "You Ruined Me"                   | -  | -  | -   | -  | -  | -  | -  | -  | -  | Kate          |
| Notas: - 1 "Some Girls" fue liberado junto con "Blowin' Me Up" (Lado-B) |                                   |    |    |     |    |    |    |    |    |    |               |